# شفا عمرو
شفاعمرو (بالعبرية: שְׁפַרְעָם) هي مدينة فلسطينية وقعت تحت الاحتلال الإسرائيلي في عام 1948، تقع في منطقة الجليل الغربي شمال فلسطين، في لواء الشمال حسب التقسيم الإداريّ الإسرائيليّ وتحديدًا في منطقةِ الجليل الأسفل. تبعدُ عن البحرِ 13كم وعن كل من حيفا وعكّا والنّاصرة 20كم. تُعد شفاعمرو من المُدنِ المركزيّة في الجليل نظرًا لموقعِها الإستراتيجي كنُقطةِ التقاء السُهول بجبالِ الجليل مما جعلها أكثر من مرّةٍ مركزًا لولاة المنطقة وخاصّةً ظاهر العمر الذي شيّد فيها قلعته الشهيرة. أصبحت شفاعمرو مُنذ عام 1948م مركزًا لعربِ 48 بفضلِ مكانها وكون سُكّانها من العرب. تقع المدينة على سبعِ تلال فلذلك تُلقّب بِـ «روما الصُغرى». بالمدينةِ تنوعٌ ديني فيسكُنها المُسلِمُون، المسيحيُّون والدرُوز. بلغت مساحة البلدة في عام 2023 نحو 19.63 كم.

## التسمية
هُناك اختلافٌ بتسميةِ المدينة بِـ «شفاعمرو» فيقولُ البعضُ أنّ الصّحابيّ عمرو بن العاص رضي الله عنه، في زمن الفتوحات الاسلامية لفلسطين، كان مريضًا وعندما مرّ من المدينةِ شرب من نبعِها المُسمّى: بِعينِ عافية - والّذي ما زال إلى يومِنا هذا موجودًا، فشُفيّ من مرضِه وتحسنت صحته فصاحَ جُنوده «شُفِيَ عمرو» ومن هُنا جاءت التسمية «شفا عمرو». ويقولُ البعضُ أنّ أصلَ التسمية جاءَ من اسمِها العبريّ: (שְפַרְעָם «شْفَرْعَام») المذكُور في التلمود والذي يعني: «بوق الشعب»، ويُقال أن ظاهر العمر هو من أطلق عليها تسمية شفاعمر دون الواو وظهرت الواو لأول مرة في كتابات الرحالة عبد الغني النابلسي الذي زارها لأول مرة عام 1692 فسماها شفاعمرو مع الواو. أما عمر فهو الخير والعطاء، والشفا يمكن ردّها للأثل السامي الشيفار وتعني الساحل أو الإسفيلة بمعنى المصايف لقربها من الشاطئ.

## تاريخ

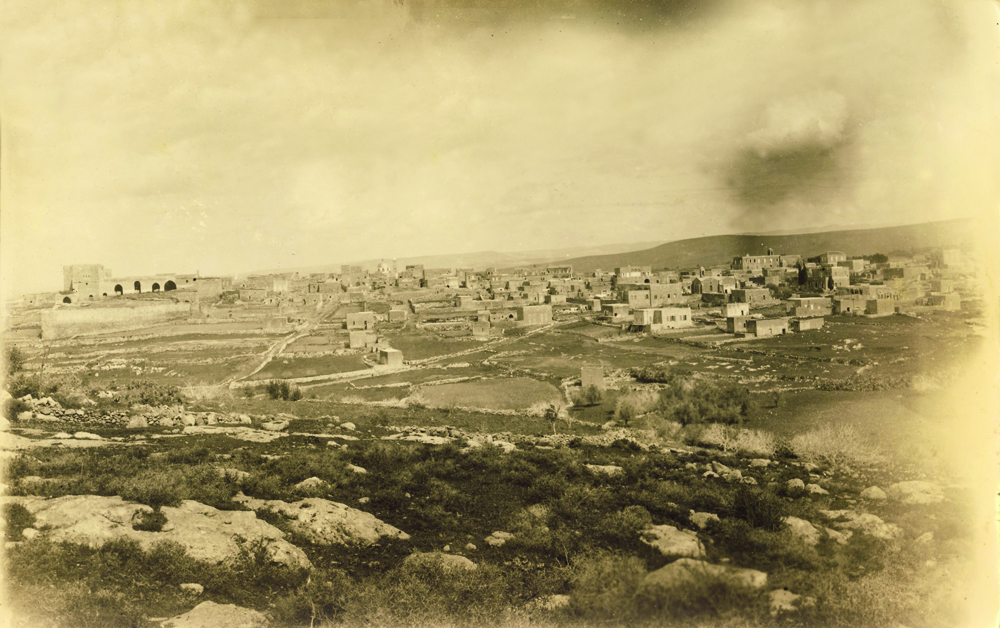
مدينة شفاعمرو في بدايةِ القرن العشرين.

حسب الآثار التي عُثر عليها في المنطقة يعود تاريخ شفاعمرو إلى ما قبل الميلاد بكثير، وقد حاول الكثيرون معرفة من كان سكانها الأصليون ولكن دون جدوى. على ما يبدو كان هؤلاء الكنعانيون.
وقد ذكرت البلدة في التلمود إذ أنه بعد خراب هيكل سليمان في القدس (عام 70 للميلاد) تم نقل مجلس السنهدرين اليهودي إلى يبنه ثم هوشه وبعدها إلى شفاعمرو ثم صفورية فصفد. يؤكد البحث التاريخي وجود السنهدرين، أي المجلس اليهودي الأعلى، في شفاعمرو حوالي سنة 150 للميلاد. كذلك وقعت في ضواحي المدينة حوادث هامه في أيام ثورة اليهود على الرومان في نهاية القرن الأولى وبداية القرن الثاني للميلاد، وقد وجدت مغاور وقبور تعود حسب علماء الآثار إلى ذلك العهد.
بعد ذلك سكنها على ما يبدو السكان المسيحيون إذ يؤكد ذلك وجود كنيسة من القرن الرابع الميلادي في البلدة. ليست هنالك مصادر تاريخيه تشرح وضع البلدة بين الفتوحات الإسلامية والحملات الصليبية، وقد زارها الرحالة عبد الغني النابلسي سنة 1792 وبات فيها ليله ونظم في أهلها بيت شعر يصف فيه كرمهم وحسن ضيافتهم وما كانوا عليه من وفرة عيشه فقال: «زرنا بلدة شفاعمرو المعمورة وهي بالخير مغمورة، وقضينا ليلتنا فيها عند شيخ الدالتيه».
وبعد وصول الصليبيين إلى البلاد انضم الدروز إلى البلدة. في تلك الفترة أي القرن الثاني والثالث عشر كانت شفاعمرو بلدة صغيره وقد دعاها الصليبيون «سفران» وهو تشويه لإسمها القديم.
اتخذ المسلمون شفاعمرو قاعدة في حروبهم ضد الصليبيين إذ كما يروي الجغرافي المشهور عبد الله ياقوت: «هذه قرية كبيرة... فيها حط صلاح الدين يوسف بن أيوب عام 586 هـ (1190م) لمحاربة الصليبيين في عكا».
في منتصف القرن الثامن عشر أقام ظاهر العمر الزيداني فيها لمدة 6 سنوات (1751 - 1757) ثم استولى على عكا والجليل واستقل عن الأتراك واتخذها مقرا له، فأعطى شفاعمرو لابنه عثمان ليكون واليا عليها وعلى ضواحيها فكانت مركزا لحكمه. أراد عثمان أن يقوّي البلدة وأن يحصنها ليحافظ على أمنها فبنى قلعته الشهيرة وأقام الأبراج حولها.
لم يدم حكم ظاهر العمر طويلا إذ أرسلت قوات عسكرية تركية إلى من منطقته وبعد المعركة في عكا التي قُتل فيها، وقام الجزار بعدها بقتل كل أتباع الزيادنة وأحفاد الأمير ظاهر ومنهم اليوم: الرقاد وأبو قمر والتل والشواقفة في شمال الأردن. بعد تلك المجازر تم تعيين أحمد باشا الجزار حاكما لعكا وقضائها حتى لبنان المجاورة ومن ضمنها شفاعمرو.
وبعد وفاة الجزار عام 1804 وخلفه سليمان باشا حتى سنه 1818.
في عهد الأتراك كانت شفاعمرو مركز لواء لها حاكم تركي سمي مدير وقد كان في إمرته نحو 28 قرية من حولها. وفي سنة 1900 كان سكان شفاعمرو اليهود يعملون بالزراعة ولكنهم تركوا أراضيهم وعملوا بالتجارة لكثرة الضرائب لذلك انتقلوا للسكن في حيفا المجاورة وطبريا. وبقي في شفاعمرو 7 عائلات ييهودية حتى عام 1920 حيث رحلت عنها آخر عائلة يهودية وهي عائلة عزاري.
في عهد الانتداب كانت شفاعمرو بلدة هامة في لواء حيفا وكان بها 2824 نسمه: 1006 مسلما،1321 مسيحيا و496 درزيا. حصلت شفاعمرو على لقب مدينة في فترة الدولة العثمانيّة، وبعد الاحتلال وقيام «إسرائيل» كانت شفاعمرو من أول البلاد العربية التي حصلت على لقب مدينة رغم أن غيرها من البلدات العربية والتي بها عشرات الآلاف من السكان حاولت نيل ذلك بدون جدوى.

### معركة الفوّار
جرت معارك الأولى ضدّ اليهود بعد قرار تقسيم فلسطين عام 1947، تحديدًا في شهر آذار/ مارس من العام 1948 جاءت حامية عربيّة انشقّت عن القيادة في مدينة حيفا لتستقرّ بشفاعمرو لموقعها الاستراتيجي فهي بوابة الجليل الغربيّ وكذلك بمركزيتها، كانت الحامية بقيادة (عبد الحقّ عزاوي)، وقوامها من 25-50 رجلًا مدرّبًا تدريبًا عسكريًّا ممتازًا من بينهم يوغسلافيّان استقرّت هذه الحاميّة في منطقة الفوّار، كانت المنطقة فقط بيت واحد شماليّ شفاعمرو، اعتمدت الحامية على الاكتفاء الذاتيّ كانت مستقلّة، هاجمت هذه الحامية عصابة صهيونيّة متمركزة في موقع صهيوني يدعى «السلمون» يبعد عن شفاعمرو 5كم غربيّ البلد، وأوقعت بهم خسائر فادحة. نتيجة لذلك تسلّلت قوّة كوماندوز للموقّع ولكن يقظة أحد حراس الحاميّة حالت دون ذلك فقد أيقظ باقي الجنود والحاميّة وأوقعت الكثير من الخسائر بصفوف الكوماندوز، ثم غادرت الحامية لتستقرّ في كفركنا القريبة. ومن هناك انضمّ لفصيل من المناضلين في الناصرة، وانضوى هذا الفصيل تحت قيادة دياب الفاهوم وابن عمه عبد اللطيف، وانضمّ إليهم شكيب عبد الوهاب، أحد القادة العسكريّبن ممن قادوا الثورة الدرزيّة في عهد الانتداب الفرنسيّ في سوريا وتمكّنت الحامية الجديدة من صدّ هجوم عن هوشة والكساير قريتان المهجرتين جنوب شفاعمرو، ولكن الحامية انسحبت لسبب غير واضح، احتلت العصابات الصهيونيّة شفاعمرو عام 1948 في 15 تموز، في طريقها لاحتلال الناصرة ضمن العملية دكال.

## السكان
يبلغُ عدد سُكَّان مدينة شفاعمرو حسب إحصائيَّات عام 2013م نحو 38,717 نسمة، منهُم 59.2% مُسلمون و26.5% مسيحيُّون و14.3% من الدروز. حيثُ سكنها تاريخيًّا العرب الكنعانيُّون ومن ثُمَّ اليهود الَّذين أقاموا فيها السنهدرين. وفي القرنِ الرابع سكنها المسيحيُّون البيزنطيُّون، وانضمَّ إليهُم المُسلِمُون والدروز فيما بعد. في عام 2021 اصبح عدد السكان 43.023, 99.7 منهم عرب, 61.6 من العرب هم مسلمين, 24.6 مسيحين, 13.8 دروز. عدد الرجال هو 21.643 والنساء 21.379.
في عام 2021 لم يكُن هنالك هجرة الى خارج البلد بل على العكس كان هنالك 62 فرد جديد 

## البلدية
في عام 2021 كانت نسبة المشاركين في الانتخابات هي 79.2.
|    | الاسم              | الفترة           |
| -- | ------------------ | ---------------- |
| 1. | داود سُليمان تلحمي  | 1910م - 1932م    |
| 2. | جبّور يُوسف جبّور     | 1933م - 1969م    |
| 3. | إبراهيم نمر حسين   | 1969م - 1998م    |
| 4. | السيّد عرسان ياسين  | 1998م - 2008م    |
| 5. | السيّد ناهض خازم    | 2008م - 2013م    |
| 6. | السيّد أمين عنبتاوي | 2013م - 2018م    |
| 7. | السيّد عرسان ياسين  | 2018م - 2023م    |
| 8  | السيد ناهض خازم    | 2024م - حتى الان |

## التعليم
في عام 2021 كان عدد الطلاب في المدارس هو 8,275، 76.4 بالمائة منهم حصلوا على شهادة بجروت.

## المعالم
تضمُّ المدينة العديد من المعالم.

### كنيسة بطرس وبولس للروم الكاثوليك

كنيسة بطرس وبولس.

تقع في أعالي المدينة وهي ذات قبة وبرج أجراس عالي وقد سميت على اسم القديسين بطرس وبولس المعروفين في التاريخ المسيحي. بنى هذه الكنيسة عثمان إذ كان قد نذر نذرًا أنه إن توفق في بناء قلعته فسوف يبني كنيسة للروم الكاثوليك ويعود تاريخها إلى زمن القلعة.
لقد بدأت جدران الكنيسة بالتلف في بداية القرن ال20 لذلك تمّ ترميمها وتقويتها سنة 1904م، وقد اعيد ترميمها مجددا في القرن ال21 في سنة 2013.

### دير الراهبات (كنيسة مار فوقا)
دير راهبات الناصرة موجود في مركز البلد وقد أقيم على أنقاض كنيسة قديمة من القرن الرابع تسمى كنيسة مار فوقا وقد ذكرت هذه الكنيسة في ملاحظات مؤرخي الكنائس المسيحية. مع أن الكنيسة ليست قائمه حتى اليوم إذ بنيت كنيسة الدير على أنقاضها، ما يزال فيها أحد أعمدة الكنيسة القديمة المصنوع من الرخام وهو ما يميز الكنائس في بداية انتشارها عند وصول البيزنطيين إلى البلاد.

### المساجد
تضمُّ المدينة ستَّة مساجد، وهي:

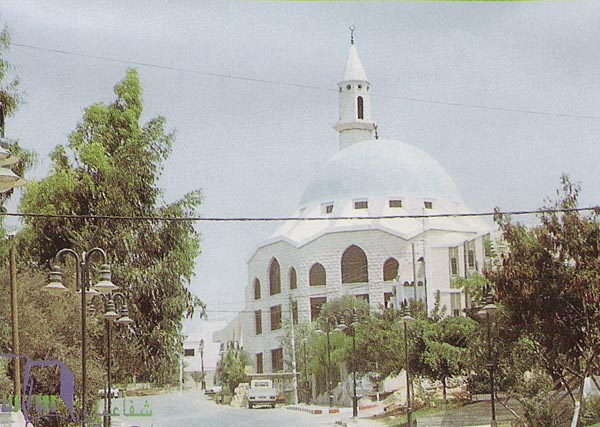
مسجد عمرو بن العاص.

- مسجد عُمر بن الخطّاب. (المسجد القديم)
- مسجد عمرو بن العاص. (الحي الشمالي)
- مسجد صلاح الدين. (حي الميدان)
- مسجد النُّور. (حي عُصمان)
- مسجد أبو بكر الصّدّيق. (حي المطلّة)
- مسجد عليّ بن أبي طالب (حي الفوَّار)

### قلعة الظاهر عمر

قلعة الظاهر عمر.

من أشهرِ معالم شفاعمرو وأعظم ما بقي من آل زيدان، عندما استولى ظاهر العمر الزيداني على عكا وحاول إعلان إستقلاله عن الأتراك، كانت شفاعمرو من نصيبِ ابنه عثمان الذي بنى قلعته المعروفة والتي ما زال قسمها الأكبر باقي لهذا اليوم. يعود تاريخ هذا البناء إلى سنة 1768م حيث بُنيت على أنقاضِ قلعة رومانية من العصور الوسطى سُميّت (بالإنجليزية: Le Seffram). أراد عثمان أن يعلو بالقلعة قدر الإمكان ليتمكن من رؤية قلعة أخيه في صفد. وقد تمكن من بناءِ الطّابق الأوّل والثاني ولم يكمل بناء الثالث على ما يبدو لقلّة المال والوضع الأمني في ذاك الوقت. وبعد أن أتمّ بناء القلعة بنى بجانبها جامع شفاعمرو في نفس السنة. وفي سنه 2000م عند ترميم الجامع وجدت البلاطة التي كتبت عليها تاريخ بناء الجامع سنه 1768م. بقيت هذه البناية مُهملة في العهدِ التركي واستعملتها الحُكومة مقرًا لها حتّى انهار الجدار الجنوبي منها عام 1911م. في عام 1912م قام حسين حسني الحاكم آنذاك بترميم المبنى وهدم ما لا يمكن إصلاحه.

### نبعة عين عافية
عين ماء تقع شرقي شفاعمرو، وفقا للقصص الشعبية هذه النبعة هي التي شرب منها القائد عمرو ابن العاص كما تقص الروايات وشفي بعد أن كان مريضاً ولهذا سمي المكان شفا – عمرو. وروايات أخرى تقول ان القائد الظاهر عمر هو الذي شرب من عين عافية وشفي من مرضه وسمية بشفاعمرو.

### المغر البيزنطيّة

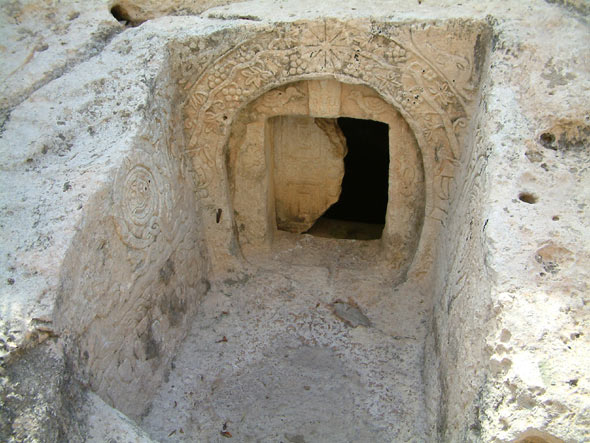
إحدى المغر البيزنطيّة.

موجودة في حارة البرج وهي عبارة عن مقابر للبيزنطيين سكان شفاعمرو من القرن الخامس والسادس للميلاد. على مداخل تلك المغر توجد نقوش يونانيه تذكر السيد المسيح كما وتوجد نقوش لأسود.

### السوق القديم

السوق القديم.

بُني السوق في نهاية القرن الثامن عشر في عهد ظاهر العمر الزيداني كان سوق شفاعمرو القديم القلب النابض للبلدة ويمتد على مساحةٍ كبيرة من مركزِ البلدة. لمُدّةٍ كبيرة من الزمن احتوى السوق على أغلبية حوانيت البلدة منها المطاعم، دكاكين الملابس، الخضار، البقالات وغيرها. مع مرور الزمن انتقل السوق إلى الشارع المُحاذي له الذي يمكن للسيارات العبور منه وأمّا اليوم فقد انتقلت الحوانيت إلى أنحاءٍ مُختلفة من البلدة. السوق اليوم هو مكان مهجور.وأصبح السوق القديم يوصل بين بعض المحلات وأيضا طريق اختصار للماشين حيث أن السيارات لا تسطتيع العبور منة فقط الناس يستطيعون.

### الكنيس
موجود في منطقة البلدة القديمة، يتميز بشمعدان كبير على سطحه والكلمات «كنيس شفاعمرو العتيق» فوق مدخل قاعة الصّلاة. حسب رواة التاريخ بُني الكنيس حيث كانت محكمة السنهدرين العُليا. وقد خرب الكنيس وأُعيد بنائه عدّة مرّات في عُهودٍ مُختلفة وفي جداره الجنوبي توجد خزانة بها سفر التوراة الخاص بأهالي شفاعمرو في العصور القديمة.
ضريح رابي يهودا بن ببا
كان الرابي يهودا بن ببا حاخامًا مشهورًا بالتقوى في القرنِ الثاني وقد تمّ القبض عليه في أيّامِ الرومان وتمّ إعدامه. وهو أحد القديسين اليهود العشرة الذين اعدموا في عهد الرومان. ضريحه لا يزال موجودًا في جنوب شفاعمرو ويزوره الكثيرون من اليهود حتّى اليوم.

## وصلات خارجيّة
- حكاية بلد مدينة شفاعمرو على يوتيوب.
- آثار مدينة شفاعمرو على يوتيوب.